# Embuscade d'Iboudraren
Terrorisme islamiste en Algérie
L'embuscade d'Iboudraren est une action revendiquée par Al-Qaïda au Maghreb islamique (AQMI), qui a affecté l'armée régulière en Algérie les 19 et 20 avril 2014.

## Contexte
En avril 2014, alors que l'élection présidentielle se tient en Algérie, l'Armée nationale populaire (ANP) mène des opérations de sécurisation dans plusieurs secteurs et notamment dans les montagnes de Kabylie, utilisées comme refuge par les djihadistes salafistes d'Al-Qaïda au Maghreb islamique (AQMI).
Au milieu du mois, deux combattants islamistes sont notamment tués par l'armée dans le village de Koukou, près d'Iboudraren.

## Déroulement
Le soir du 19 avril 2014, vers 21h15, un détachement de l'ANP de retour d'opération tombe dans une embuscade au lieu-dit la Carrière, situé au sud de la commune d'Iboudraren, dans la wilaya de Tizi Ouzou. La commune d'Iboudraren est également située au pied du mont Djurdjura, sur son versant nord-est et au nord du Lalla-Khadîdja,.

Les militaires ont été attaqués alors qu'ils se trouvaient dans un bus et qu'ils devaient être relevés. Des djihadistes, embusqués des côtés de la route, ouvrent alors le feu sur le véhicule avec des armes automatiques,.
Les autorités algérienne envoient ensuite des renforts afin de poursuivre les auteurs de l'embuscade et de fouiller les environs. Trois insurgés sont tués et deux fusils AK-47 sont récupérés par les militaires algériens.
Les djihadistes de la katiba El-Arkam, commandée par Abdelmalek Gouri, sont suspectés d'être les responsables de l'attaque.

## Pertes
Selon l'agence Algérie Presse Service (APS), onze soldats sont tués lors de l'embuscade et trois autres sont blessés mortellement et décèdent quelques heures plus tard.
D'après une source sécuritaire de l'Agence France-Presse (AFP), une dizaine de militaires sont également blessés lors du combat.
Le soir du 20 avril, le ministère algérien de la Défense déclare que 11 soldats ont été tués et 5 blessés contre 3 morts du côté des assaillants. Par la suite, les autorités algériennes revoient leur bilan à la hausse et parlent de 14 morts,.

Le ministère affirme également que lors du premier trimestre de l'année 2014, 37 « terroristes » ont été tués par l'armée dans l'ensemble de l'Algérie, dont 21 sur l'axe Boumerdès-Tizi Ouzou-Bouira.
D'après des sources locales du journal algérien El Watan, 16 soldats ont été tués et 9 blessés dans l'embuscade et un djihadiste y a également été tué. Le 20 avril, un responsable des services hospitaliers déclare à l'Associated Press qu'au total cinq soldats sont morts de leurs blessures au cours de la journée, faisant passer à 16 le nombre de militaires algériens tués dans l'embuscade.

## Revendication
Le 1er mai 2014, l'attaque est revendiquée par Al-Qaïda au Maghreb islamique (AQMI), qui affirme dans un communiqué publié par sa branche media al-Andalous que 30 « apostats » ont été tués dans l'affrontement.